# Орловка (Єсільський район)
Орло́вка (каз. Орловка) — село у складі Єсільського району Акмолинської області Казахстану. Адміністративний центр та єдиний населений пункт Орловського сільського округу.
Населення — 369 осіб (2021; 547 у 2009, 790 у 1999, 948 у 1989).
Національний склад станом на 1989 рік:
- росіяни — 41 %;
- українці — 21 %.